# Гельтеркінден
Гельтеркінден (нім. Gelterkinden) — громада  в Швейцарії в кантоні Базель-Ланд, округ Зіссах.

## Географія
Громада розташована на відстані близько 70 км на північний схід від Берна, 10 км на схід від Лісталя.
Гельтеркінден має площу 9,8 км², з яких на 18,2% дозволяється будівництво (житлове та будівництво доріг), 34% використовуються в сільськогосподарських цілях, 47,3% зайнято лісами, 0,5% не є продуктивними (річки, льодовики або гори).

## Демографія
2019 року в громаді мешкало 6268 осіб (+9,9% порівняно з 2010 роком), іноземців було 18,1%. Густота населення становила 641 осіб/км².
За віковим діапазоном населення розподілялося таким чином: 19,7% — особи молодші 20 років, 59,1% — особи у віці 20—64 років, 21,2% — особи у віці 65 років та старші. Було 2742 помешкань (у середньому 2,2 особи в помешканні).
Із загальної кількості 2401 працюючого 43 було зайнятих в первинному секторі, 424 — в обробній промисловості, 1934 — в галузі послуг.